# Fußball-Sonntag
Der Fußball-Sonntag war eine österreichische Wochenzeitung, die zwischen 1937 und 1940 in Wien erschien. Sie war offizielles Organ des ÖFB und führte nach dessen Auflösung ab dem 12. Juni 1938 den Titelzusatz Amtliches Organ des Reichsfachamtes Fußball im Nationalsozialistischen Reichsbund für Leibesübungen für den Gau XVII. Bei der ersten Ausgabe hieß sie Sport-Zeitung für Sonntag, danach bis zur siebenten Ausgabe (2. Mai 1937) Sport-Zeitung am Sonntag.